# Peter Grant (friidrottare)
Peter Grant, född 5 januari 1954, är en australisk friidrottare. Han deltog vid olympiska sommarspelen 1976.